# Pseudococcus longipes
Pseudococcus longipes är en insektsart som beskrevs av Leonardi 1908. Pseudococcus longipes ingår i släktet Pseudococcus och familjen ullsköldlöss.
Artens utbredningsområde är Italien. Inga underarter finns listade i Catalogue of Life.